# Xystopeplus
Xystopeplus là một chi bướm đêm thuộc họ Noctuidae.

## Loài
- Xystopeplus rufago (Hübner, 1818)